# Akinobu Yokouchi
Akinobu Yokouchi (横内 昭展?, Yokouchi Akinobu; Fukuoka, 30 novembre 1967) è un allenatore di calcio ed ex calciatore giapponese, di ruolo centrocampista.

## Carriera
Collezionò 26 sfide di massima divisione nipponica e 42 partite di seconda serie.